# Jebung Kidul
Jebung Kidul is een bestuurslaag in het regentschap Bondowoso van de provincie Oost-Java, Indonesië. Jebung Kidul telt 4594 inwoners (volkstelling 2010).